# Gonatacanthus werneri
Gonatacanthus werneri är en insektsart som beskrevs av Heinrich Hugo Karny 1907. Gonatacanthus werneri ingår i släktet Gonatacanthus och familjen vårtbitare. Inga underarter finns listade i Catalogue of Life.